# Зоологическая улица (Москва)
Зоологи́ческая у́лица — улица в центре Москвы на Пресне между Большой Грузинской улицей и улицей Красина.

## Происхождение названия
Изначально улица называлась Медынка. Полагают, что здесь в XVII веке находился медовый двор дворцового села Воскресенское. Однако местность в районе улицы называлась как Медынка, так и Медынцевы горы. Поэтому возможно, что название местности (а затем — и улицы) происходит от фамилии землевладельцев — купцов Медынцевых. Современное название улица получила после основания поблизости в 1864 году зоологического сада. В 1951 году в состав улицы были включены Бубнинский и Кабанихинский (на ряде карт — Кабанихин; он же ранее Чухинский по фамилии домовладельца) переулки, возникшие в начале XX веке на месте речек Бубна и Кабаниха, заключённых в подземные трубы.

## Описание

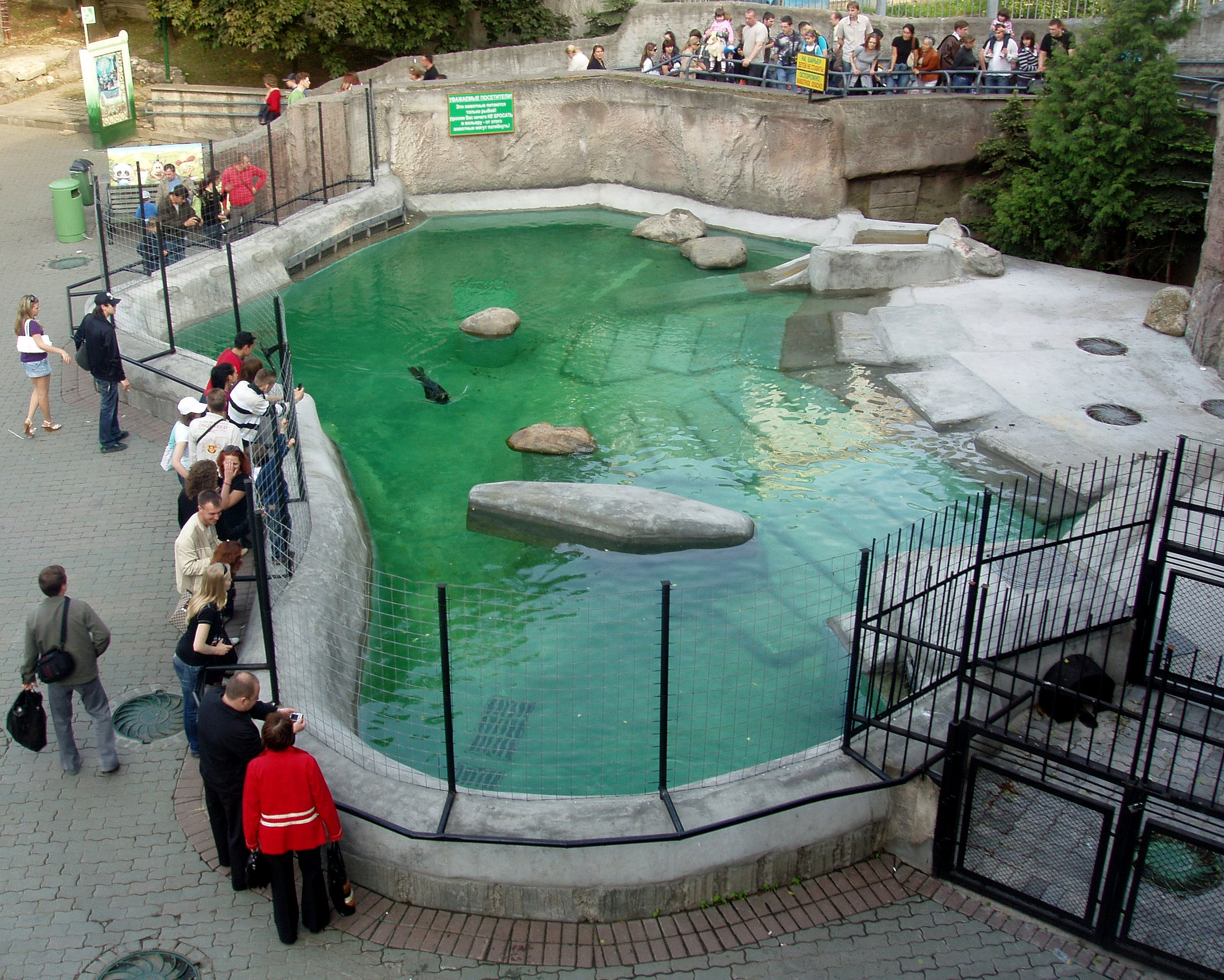
«Новая» территория Московского зоопарка. Бассейн с морскими львами.

Зоологическая улица начинается от Большой Грузинской улицы, проходит на северо-восток, затем поворачивает направо под прямым углом на юго-восток и выходит к Новой территории Московского зоопарка, затем вновь поворачивает на северо-восток, проходит вдоль зоопарка и далее выходит на улицу Красина чуть южнее переулка Красина.

## Зоны отдыха
В 2018 году между улицами Зоологическая и Большая Грузинская была обустроена пешеходная зона, которая получила название Зоологический бульвар. В ходе работ здесь обновили дорожки, поставили новые фонари и лавочки разных видов (в том числе парковые стулья на одного), парковые качели и уличные столы со стульями. Построена детская и спортивная площадки.
По итогам городских программ благоустройства за 2018 год Зоологический бульвар был отмечен в номинации «Лучшая реализация проекта обустройства пешеходной зоны».

## Здания и сооружения
По нечётной стороне:
- № 3 — жилой дом. Здесь жил фотограф С. М. Гурарий[6].
- № 13 — Бывший дом Секции содействия устройству деревенских, фабричных и школьных театров имени академика В. Д. Поленова при М.О.Н.У. («Театральный дом») (1915—1916, архитектор О. О. Шишковский по эскизам В. Д. Поленова), ценный градоформирующий объект[7]. Некоторые архитектурные элементы здания были уничтожены пожаром 22 января 1929 года, а со временем оно и вовсе было сильно перестроено. В конце осени 2020 года пустующий и аварийный дом был передан музею-заповеднику Василия Поленова в качестве его московского филиала[8];
- № 13, строение 2 — Государственный центр современного искусства (2004, архитекторы М. Хазанов, Н. Шангин, М. Реброва, М. Миндлин)[9]
- № 15 — детская поликлиника при Больнице № 13 имени Н. Ф. Филатова;

По чётной стороне:
- № 2 — Экопроектстрой;
- № 4 — «Румедиа» (Business FM, Радио Шоколад, деловой портал BFM.ru);
- № 8 — Союзрекламфильм;
- № 12, корп. 2 — в этом доме в 1972—2005 годах жил народный артист СССР Георгий Жжёнов[10].
- № 18 — детская школа искусств № 12 «Старт»;
- № 20 — Пресненский суд районный: (Арбат, Пресненский);
- № 28, строение 1 — школа № 1950 (с углублённым изучением английского и французского языков).
- № 28, строение 2 — двадцатиэтажный одноподъездный кирпичный жилой дом. Построен в 1998 году по индивидуальному проекту (руководитель авторского коллектива А. М. Половников). Количество квартир: 115. В этом доме жил известный певец Евгений Кунгуров (1983-2024). 8 апреля 2024 года он был найден мёртвым возле дома, предположительно, покончил с собой.